# سرنوشت (فیلم ۱۹۲۱)
سرنوشت (آلمانی: Der müde Tod) یا مرگ خسته، فیلمی صامت در ژانر فانتزی، رمانتیک و اکسپرسیونیسم آلمانی به کارگردانی فریتس لانگ با الهام از افسانهٔ فولکور هندی سویرتی است که در سال ۱۹۲۱ منتشر شد. فیلم داستان زنی را دنبال می‌کند که از وصال دوبارهٔ معشوق مرده‌اش ناامید است. همچنین سه داستان تراژیک عاشقانه را دنبال می‌کند که در شهری از خاور میانه، ونیز ایتالیا و امپراتوری چین اتفاق می‌افتند. از بازیگران آن می‌توان به برنهارد گوتزکه، پل بینسفت و لوئیس برودی اشاره کرد.

## بازیگران
- لیل داگوفر در نقش زن جوان (زوج عاشق)، همچنین زبیده، مونا فیامتا، و تیائو تین
- والتر یانسن در نقش مرد جوان (زوج عاشق)، همچنین فرانک، جیان فرانچسکو، و لیانگ
- برنهارد گوتزکه در نقش مرگ، الموت، بوگنر، و کماندار امپراتور
- هانس استرنبرگ در نقش شهردار
- کارل روکرت در نقش کشیش
- ماکس آدالبرت در نقش دفتردار اسناد رسمی و صدراعظم
- ویلهلم دیگلمان در نقش پزشک
- اریش پابست در نقش معلم
- کارل پلاتن در نقش داروساز
- هرمان پیشا در نقش خیاط
- پل ریکوپف در نقش گورکن
- ماکس پفیفر در نقش نگهبان شب
- گئورگ جان در نقش گدا
- لیدیا پوتچینا در نقش زن مهمانخانه‌دار
- گریته برگر در نقش مادر
- ادوارد فون وینترشتاین در نقش خلیفه
- اریکا اونرو در نقش عایشه
- رودولف کلاین-روگه در نقش درویش و ژیرالامو
- لوئیس برودی در نقش مور
- لوتر موتل در نقش پیام‌رسان
- ادگار پولی در نقش دوست
- لینا پائولسن در نقش پرستار
- چارلز پافی در نقش امپراتور چین
- پل بینسفت در نقش هی
- پل نویمان در نقش اعدام‌کننده